# Rapayán
Rapayán es un sitio arqueológico ubicado en el departamento de Áncash, Perú, ocupado a partir del Periodo Inicial (2000 - 800 a. C.) hasta el Horizonte Tardío (1450-1532 d. C.) y probablemente durante la época colonial.

## Ubicación
Se sitúa en la cuenca del río Marañón muy próximo al pueblo de Rapayán, en el distrito de Rapayán, de la provincia de Huari en la margen oeste del río Marañón, al este de la Cordillera Blanca en la vertiente oriental de los Andes, a unos 180 km de la ciudad de Huaraz, entre los departamentos peruanos de Áncash y Huánuco.

## Descripción

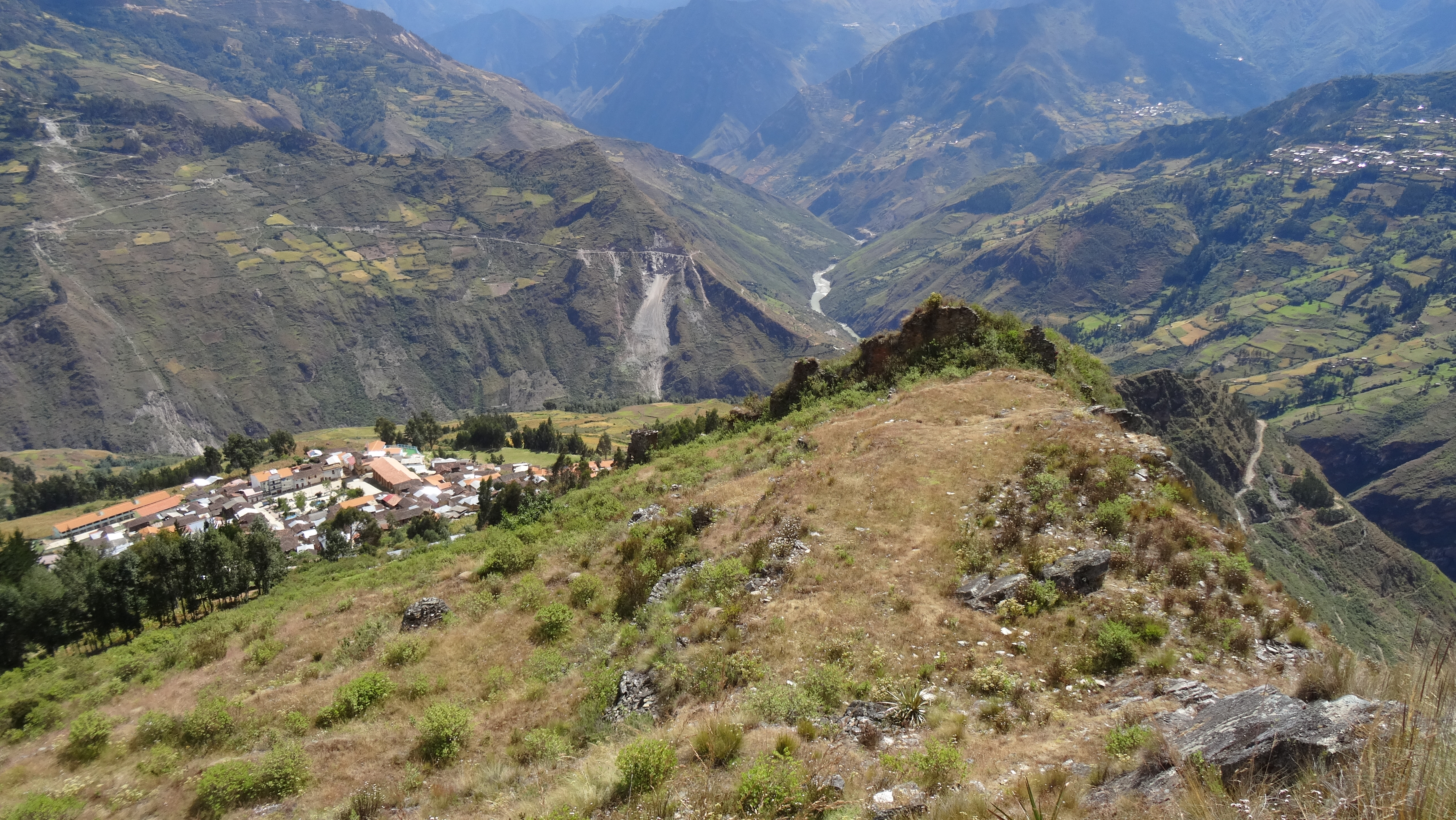
Un conjunto de ruinas en la parte superior del complejo Rapayán.

La arquitectura local puede ser dividida en cuatro áreas claramente identificables.
El área I se ubica al este, aproximadamente a 200 m sobre el río Marañón, a 2600 m. s.n.m., mientras  que las áreas II y III se hallan entre las áreas I y IV. el área IV se sitúa al extremo occidental de la cresta, a 3500 m. s.n.m. Finalmente, el área incaica se localiza en terrazas bien construidas ubicadas directamente al noroeste del área IV.
Los cuatro sectores de Rapayán siguen exactamente la misma distribución arquitectónica y pueden ser considerados como barrios o sectores de un mismo asentamiento. La parte baja de cada sector (este) cuenta con varias chullpas aisladas de pequeña dimensión. La parte central de cada sector agrupa las estructuras en su concentración máxima. Las estructuras incluyen galerías y almacenes construidos al interior mismo de los muros de contención de las terrazas y sobre todo viviendas rectangulares que cuentan por lo menos con dos habitaciones.

## Rapayán en su contexto regional - cronológico

### Periodo Inicial (2000 a 800 a.C.).
La cerámica de este periodo se diferencia de la de periodos posteriores, tanto en su morfología como en la técnica de su fabricación. Un tipo muy común de la ocupación temprana en Rapayán es la olla sin cuello paleteada (con marcas de palos en su pared exterior).

### Horizonte Temprano(800 a 200 a.C.)
Representado en Rapayán a través de cuencos y las ollas sin cuello pulidos (generalmente de color negro), los cuales se asemejan al estilo Chavín.

### Intermedio Temprano(200 a.C. a 600 d.C.)
Representado en Rapayán a través de cerámicas con englobe rojo sobre crema blanco/naranja, así como rojo y negro sobre blanco. Estos estilos son muy similares a los de Recuay.

### Horizonte Medio(600 a 1000 d.C.)
De estilos locales con la presencia de la cerámica Wari.

### Intermedio Tardío(1000 a 1450 d.C.)
Está caracterizado por las construcciones de superficie. La cerámica de esta época es mayormente doméstica, gruesa y de colores marrón, beige o rojo oscuro. Ausencia de cerámica de estilo incaico.

### Horizonte Tardío
El sector que llamamos ‘incaico’ fue construido durante el Horizonte Tardío. Tres tipos de evidencia respaldan esta conclusión:
1. Las grandes construcciones rectangulares.
2. Se encuentra cerámica de estilo incaico al nivel inicial.
3. El hallazgo de una fuente o baño en estilo incaico confirma plenamente que el sector fue construido durante el Horizonte Tardío.[1]

## Galería
- Wikimedia Commons alberga una categoría multimedia sobre Rapayán.